# 4 août 1989
Le vendredi 4 août 1989 est le 216e jour de l'année 1989.

## Naissances
- Cristhian Montoya, coureur cycliste colombien
- Dajana Cahill, actrice australienne
- Fabiana da Silva Simões, joueuse de football brésilienne
- Genevieve LaCaze, athlète australienne
- Iakov Selezniov, joueur de hockey sur glace russe
- Jessica Mauboy, auteur-compositrice-interprète et actrice australienne
- Kazunari Ono, joueur de football japonais
- Martha McCabe, nageuse canadienne
- Michael Murphy (football gaélique), footballeur gaélique irlandais, né en 1989
- Myriam Kloster, joueuse française de volley-ball
- Octavio Da Silveira, joueur de basket-ball français
- Rebai Wassim Kamoun, joueur tunisien de football
- Robin Mouton, joueur américain de football américain
- Tomasz Kaczor, céiste polonais
- Wang Hao, joueur d'échecs chinois
- Vieux Sané, footballeur sénégalais
- Yosuke Kawai, joueur de football japonais

## Décès
- Geoff Gray (né le 28 juillet 1909), joueur de rugby sud-africain
- Paolo Baffi (né le 5 août 1911), économiste italien
- Paul Murry (né le 25 novembre 1911), dessinateur américain
- René Letouzey (né le 21 octobre 1918), botaniste
- Taghi Riahi (né en 1910), homme politique iranien

## Événements
- Sortie du film américain Haute Sécurité
- Sortie du film américain Karaté Kid 3